# Bassarona
Bassarona es un género de  Lepidoptera de la familia Nymphalidae (subfamilia Limenitidinae), cuenta con 8 especies reconocidas científicamente.

## Especies
- Bassarona dunya (Doubleday, 1848)
- Bassarona durga (Moore, 1858)
- Bassarona iva (Moore, 1858)
- Bassarona labotas (Hewitson, 1864)
- Bassarona piratica (Semper, 1888)
- Bassarona recta (de Nicéville, 1886)
- Bassarona teuta (Doubleday, 1848)
- Bassarona byakko (Uehara & Yoshida, 1995)

## Localización
Las especies de este género biológico, se encuentran distribuidas en el sudeste de Asia y Australasia. 